# Meakan
Il Meakan-dake (in giapponese 雌阿寒岳, letteralmente «la cima femminile di Akan») è un vulcano attivo alto 1499 m dell'isola di Hokkaidō, in Giappone. È situato nella regione di Akan, a nord della città di Kushiro, nella prefettura di Hokkaidō.
Questo stratovulcano si è formato nella parte sud-occidentale della caldera di Akan, che ricopre una superficie di 24 × 13 km. All'interno di questa caldera si trovano anche l'Akan Fuji (阿寒富士), alto 1476 m, direttamente a sud del Meakan, e l'Oakan-dake (雄阿寒岳, «la cima maschile di Akan»), di 1371 m, a nord-est. Tra il Meakan e l'Oakan si estende il lago Akan.
In epoca storica, il Meakan è stato l'unico vulcano all'interno della caldera a presentare una seppur debole attività vulcanica. La sua ultima eruzione, nel novembre 2008, è stata caratterizzata da deboli eruzioni di tipo freatico.
Il Meakan-dake è una delle 100 montagne famose del Giappone e si trova, insieme al lago Akan, nel parco nazionale di Akan. Quest'area, isolata, estesa e difficile da raggiungere, è particolarmente rinomata, specialmente lungo le sponde del lago Akan, come area ricreativa per gli ospiti delle onsen, gli escursionisti e i camperisti.

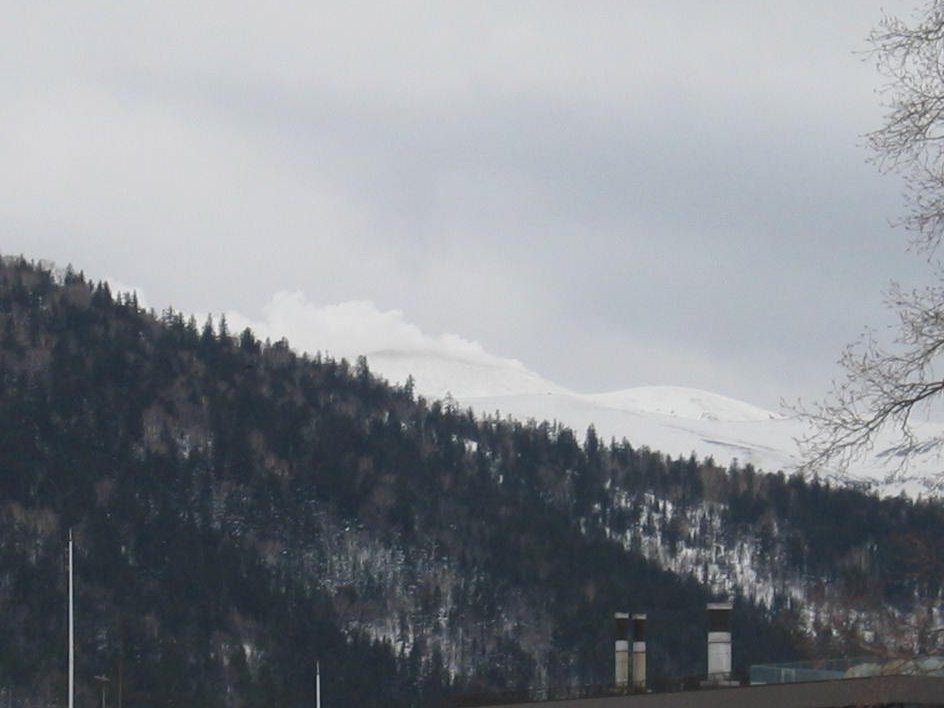
L'eruzione del Meakan-dake del marzo 2006 vista dal lago Akan, con le nuvole di vapore che risalgono dal cratere